# Diego Febles
Diego Nicomendes Febles Landeira (* 15. September 1929 in Cuatro Caminos, San José de las Lajas, Kuba; † 18. Dezember 2011 in Puerto Rico) war ein puerto-ricanischer Automobilrennfahrer und Rennstallbesitzer.

## Karriere
Diego Febles wurde in Kuba geboren und verließ aus politischen Gründen 1957 unter der Diktatur Batistas die Insel, ging zunächst nach Ecuador und ließ sich später in Puerto Rico nieder. Sein erstes Autorennen bestritt er 1957 noch als Kubaner, seine größten Erfolge als Puerto-Ricaner. 1977 wurde er Gesamtzweiter beim 12-Stunden-Rennen von Sebring und 1978 Dritter beim 24-Stunden-Rennen von Daytona. Die beiden Auftritte beim 24-Stunden-Rennen von Le Mans endeten nach Ausfällen vorzeitig.

## Statistik

### Le-Mans-Ergebnisse
| Jahr | Team                | Fahrzeug                | Teamkollege      | Teamkollege      | Platzierung | Ausfallgrund    |
| ---- | ------------------- | ----------------------- | ---------------- | ---------------- | ----------- | --------------- |
| 1976 | Diego Febles Racing | Porsche 911 Carrera RSR | Alec Poole       | Hiram Cruz       | Ausfall     | Getriebeschaden |
| 1980 | Diego Febles Racing | Porsche 934             | Armando Gonzales | Francisco Romero | Ausfall     | Unfall          |

### Sebring-Ergebnisse
| Jahr | Team                | Fahrzeug                | Teamkollege    | Teamkollege       | Platzierung            | Ausfallgrund     |
| ---- | ------------------- | ----------------------- | -------------- | ----------------- | ---------------------- | ---------------- |
| 1975 | Diego Febles Racing | Porsche Carrera RSR     | Hiram Cruz     |                   | Rang 8                 |                  |
| 1976 | Diego Febles Racing | Porsche Carrera RSR     | Hiram Cruz     |                   | Rang 5                 |                  |
| 1977 | Diego Febles Racing | Porsche Carrera RSR     | Hiram Cruz     |                   | Rang 2                 |                  |
| 1978 | Diego Febles Racing | Porsche 911 Carrera RSR | Alec Poole     |                   | Ausfall                | Mechanik         |
| 1979 | Diego Febles Racing | Porsche Carrera         | Phil Currin    |                   | Ausfall                | Kraftübertragung |
| 1980 | Coco Lopez          | Porsche 934             | Mandy Gonzalez | Chiqui Soldevilla | Rang 33                |                  |
| 1982 | Diego Febles Racing | Porsche Carrera RSR     | Tato Ferrer    | Chiqui Soldevilla | Rang 4 und Klassensieg |                  |
| 1983 | Latino Racing       | Porsche Carrera RSR     | Tato Ferrer    | Kikos Fonseca     | Ausfall                | Unfall           |
| 1984 | Latino Racing       | Porsche Carrera RSR     | Enrique Molins | Kikos Fonseca     | Ausfall                | Motorschaden     |